# Ханна. Ідеальна зброя
«Ханна. Ідеальна зброя» (англ. Hanna) — гостросюжетний бойовик режисера Джо Райта. Прем'єра в США пройшла 8 квітня 2011.
Фільм з українським озвученням не виходив в кінотеатральний прокат України.

## Сюжет
Головна героїня фільму — 14-річна дівчинка Ханна (Сірша Ронан), що живе в лісі з батьком (Ерік Бана). З малечку дівчинка полює на диких звірів та вчиться виживати в складних умовах півночі. Всі ці випробування є підготовкою Ханни до помсти Маріссі Віґлер (Кейт Бланшетт), що вбила її матір. Ханна, як ідеальна зброя, підготовлена до добре спланованої місії.

## У фільмі знімались
- Сірша Ронан — Ханна Геллер
- Ерік Бана — Ерік Геллер
- Кейт Бланшетт — Марісса Віґлер
- Вікі Кріпс — Йоганна Цадек
- Том Голландер — Айзекс
- Джейсон Флемінг — Себастіан
- Олівія Вільямс — Рейчел
- Джесіка Барден — Софі
- Мішель Докері — Несправжня Марісса